# Chárvaka
Chárvaka (antes del siglo VII a. C.) fue una filosofía materialista Hindú, que fundó una escuela de filosofía abiertamente ateísta y empírica llamada lokaiata (o chárvaka), que tuvo seguidores por lo menos hasta 1578.
- cārvāka en AITS (alfabeto internacional de transcripción sánscrita)
- चार्वाक, en letra devanagari
- Pronunciación: /chárvaka/.

Escribió el texto en sánscrito Barjaspatia-sutra donde critica las doctrinas hinduistas (la existencia del alma (Ātman), el karma, la reencarnación).
Debido a su carácter abiertamente ateísta, su obra fue prohibida por varios monarcas religiosos, y finalmente el movimiento generado por su filosofía desapareció en algún momento después del siglo XIII. El contenido de su doctrina ha sobrevivido a través de textos jainistas, budistas e hinduistas.
Chárvaka, escéptico respecto a los dogmas védicos, veía el mundo como algo cambiante y fortuito y consideraba que la meta de la humanidad era la búsqueda de la felicidad y la supresión pragmática del sufrimiento.
La doctrina chárvaka de materialismo ateo indio probablemente es la que mejor representa una escuela pura de tal ateísmo entre todas las doctrinas hindúes. Algunos textos teístas críticos se refieren a un filósofo llamado Chárvaka Muni, que comenzó su escuela de materialismo extremo.

## Etimología
El término sánscrito chárvaka generalmente se comprende como dos palabras: chari (‘atractivo’) y vak (‘palabra’).
El término sánscrito lokaiata significa ‘que prevalece en la gente’, siendo loka: ‘local, mundo’ y aiata: ‘prevaleciente’.

Quizá proviene de épocas prevédicas.[cita requerida]

## Mitos sobre Chárvaka
El nombre «Chárvaka» se puede encontrar en un mito hindú: en el Majábharata, Chárvaka era un monstruo rakshasa amigo del malvado príncipe Duriodhana.
En una oportunidad se disfrazó de sacerdote bráhmana e insultó al rey Iudhisthira —que entraba triunfante en la ciudad de Hastinapura luego de vencer en la Guerra de Kurukshetra—, predicando doctrinas profanas, ateísticas y heréticas.
Los verdaderos bráhmanas se dieron cuenta y lo prendieron fuego vivo mediante el fuego de sus ojos.
Este último Chárvaka probablemente representa una metafóra tendenciosa acerca de la polémica existente en la época en que se escribió el Majábharata (incluso ayudaría a datar la época de la redacción del importantísimo texto épico).
Este monstruo Charvaka sería uno de los pocos descendientes de los charvakas, que ya en la época de Krishná (avatar de Vishnú, el dios de la preservación y uno de los principales del panteón hindú) se consideraba una doctrina antigua.

## Brijaspati y lokaiata
En varios textos hindúes —como el Brijati (comentario del Sabar Bhashia) y el Sarva darsana sangraha (de Madhavacharia)— se dice que el sabio Brijaspati, el gurú de los dioses védicos, fundó y predicó el pensamiento Lokaiata.
Pero es más probable que el Brijaspati ateo fuera un personaje distinto del mítico sabio, ya que Dhishan, el discípulo de Brihaspati, considera a los autores de los textos védicos un grupo de estafadores.
El texto más conocido atribuido a Brijaspati es el séptimo verso (de once) del Sarvadarsana Sangraha (un texto teísta), y enuncia un principio muy fácil de refutar para sus oponentes teístas:
Yavajjivet sukham jivet
rinam kritvā ghritam pibet
bhasmi bhutasya dehasya
punar āgamanam kutah?
Mientras vivas, sé feliz,
endéudate y toma ghī (mantequilla clarificada).
Después de que el cuerpo se convierte en cenizas,
¿desde dónde va a volver?
Estos versos critican los beneficios financieros que consiguen los sacerdotes en las funciones religiosas.
No se puede saber si estas son palabras de Brijaspati.
Pero el sentido sí concuerda con el estilo de pensamiento chárváka.
El ghi ocupaba el lugar central: era el símbolo de la buena comida y desde hacía mucho tiempo funcionaba como la ofrenda primaria en las ceremonias hindúes de fuego sacrificial.
Los chárvakas tomaron la idea de que la buena vida, simbolizada por el ghi, era la ruta de realización personal.
Los críticos de la doctrina chárvaka veían que este énfasis en artha (dinero) y kama (placer), sin dharma (religión) y sin la meta final del moksha (liberación) era un extremo de hedonismo egoísta.

## Doctrina chárvaka
La escuela de pensamiento de Chárvaka es llamada lokaiata (que proviene de loka: ‘mundo’ en sánscrito), ya que sostiene que sólo existe el mundo materialista y nada más (no hay alma, cielo ni infierno).
En la India no se conserva prácticamente ningún texto ateísta (seguramente no porque no existieran, sino por destrucción).
Todo lo que se conoce de esta doctrina se encuentra en textos críticos —como el Sarva Darshana Samgraha (de Mádhavacharia) y el Sarva-siddhanta-sara-samgraja (atribuido a Shamkará)— que tratan de refutarla o denigrarla.
Se nombra a esta doctrina atea en la conocida obra de teatro llamada Prabodha-chandrodaya (‘la salida de la luna del intelecto’) que demuestra lo conocido que era este movimiento.
Dentro de las creencias hindúes, el chárvaka se clasifica como un sistema heterodoxo (nástika), la misma clasificación que le da al budismo y al jainismo.
Se lo caracteriza como una escuela de pensamiento materialista y ateo.
El único texto que auténticamente se puede decir que pertenece a esta escuela es el Tatwa Upaplava Simha (‘el calamitoso león de la verdad’)
de Jayarāśi Bhatta (siglo VI d. C.), que incluye una serie de ataques sistemáticos a cada una de las doctrinas hindúes.
Es un sistema de creencias hinduistas que asumía varias formas de escepticismo filosófico e indiferencia hacia la religión.
También se lo conoce como lokaiata.
Su doctrina materialista criticó ácidamente el supernaturalismo hindú. Las siguientes religiones (como el jainismo, el budismo y las primeras formulaciones del confucionismo) que criticaron las ideas hinduistas, tomaron algunos de sus argumentos de ese protomaterialismo. Cuando esas ideas llegaron a Europa en el siglo XVII y XVIII, supusieron un contraejemplo nada despreciable contra el argumento de que todos los seres humanos sienten la absoluta necesidad psicológica de creer en un dios.

## Pérdida de los trabajos originales
La evidencia disponible sugiere que la filosofía chárvaka se presentaba en el Brijaspati sūtra, en la India, probablemente cerca del siglo VI a. C.
No se ha preservado este texto ni ningún otro texto original de esta creencia.
Los principales trabajos se conocen por fragmentos que citan sus oponentes hindúes y budistas.
Aparentemente la filosofía chárvaka desapareció en algún momento después del 1400 de la era común.
Contrarrestando el argumento de que los chárvakas se oponían a todo lo que es bueno en la tradición védica, Dale Riepe dice: «A partir del material disponible, se puede decir que los chárvakas tenían en la más alta estima la verdad, la integridad, la coherencia y la libertad de pensamiento».

## Texto crítico de Mádhava Acharia
En su Sarva-darśana-samgraja (‘revisión de todas las doctrinas’, de 1380), el teísta monista Mádhava Acharia (siglo XIV) —que no se debe confundir con Madhwa Acharia (1238-1317) que era el líder vaisnava del dualismo— dijo que los chárvakas proclamaban que no debemos preocuparnos por el todo puesto que no tiene sentido; que las maravillas de la naturaleza no las hace un dios sino que, simplemente, suceden; que no hay dioses ni vida después de la muerte; y que si hay algo es el infierno causado por el dolor y la frustración naturales.
En el prólogo del libro, después de invocar a los dioses hindúes Shivá y Visnú («por quienes se produjeron la Tierra y lo demás»), Mádhavacharia pregunta, en el primer capítulo:

¿Pero cómo podemos atribuirle al Ser Divino el darnos la suprema felicidad cuando tal noción ha sido destruida por Chárvaka, la gema cimera de la escuela ateísta, el seguidor de la doctrina de Brijaspati? Los esfuerzos de Chárvaka son realmente difíciles de erradicar, porque la mayoría de los seres vivientes viven de acuerdo al conocido refrán:

Mientras la vida es tuya, vive feliz;
Nadie escapa del ojo buscador de la muerte:
Cuando una vez que nos quemen esta nuestra estructura
Cómo harás que regrese?

En una antigua obra escrita por uno de estos filósofos materialistas aparece un personaje alegórico que afirma que es ignorancia creer que el espíritu es diferente del cuerpo y añade que hay tantas razones para obtener recompensas en la otra vida como para obtener frutos de un árbol que flote en el aire.
Añaden los chárvakas que los hinduistas engañan a la gente al afirmar la realidad de las criaturas de su propia imaginación y afirman que la vida ascética es un desperdicio vital. Contra el miedo al castigo afirman que los tres Vedas son un engaño porque pretenden que hay un sistema de justicia superior en el mundo y porque prescriben todo tipo de rituales ineficaces. Llega a afirmar que ni siquiera los que realizan dichos rituales creen en ellos porque si realmente creyesen que los animales sacrificados fuesen directamente al cielo la gente se sacrificaría a sí misma (cosa que nunca sucede).
Como manera de denigrar su filosofía, define a Chárvaka como un filósofo que defendió el hedonismo.
En todo el texto contra la doctrina lokaiata, Mádhava evita mencionar las tesis contra la existencia de Dios, para no tener que tratar de refutarlas.

## El rol de la mujer en la doctrina lokaiata
Los chārvakas criticaban la actitud tradicional contra la mujer.
En el Naishadhíia (17, 42), un personaje llamado Chārvaka dice: «Desconfía de los hombres que restringen a las mujeres debido a la envidia [o los celos]. Tanto los hombres como las mujeres tienen pasión, pero las restricciones sólo se aplican a las mujeres».